# Lida
Pour les articles homonymes, voir Lida (homonymie).
Lida (en biélorusse : Ліда ; en russe : Лида ; en lituanien : Lyda ; en polonais : Lida) est une ville de la voblast de Hrodna ou oblast de Grodno, en Biélorussie, et le centre administratif du raïon de Lida. Sa population s'élevait à 101 165 habitants en 2017.

## Géographie
Lida se trouve à 100 km au nord-est de Hrodna et à 149 km à l'ouest de Minsk.

## Histoire
La ville de Lida est mentionnée à partir de 1180. Avant les années 1300, Lida était une forteresse en bois. En 1323, le grand-duc de Lituanie Gediminas y construit une forteresse en pierre. L'année 1380 est généralement considérée comme l'année fondatrice de Lida. La forteresse résiste aux attaques des Croisés (de Prusse) en 1392 et 1394, mais est détruite en 1710. Après la mort de Gediminas, et avec la division de la Lituanie en principautés. Lida devient la capitale de l'une d'entre elles. Par la suite, la ville a fait partie de la république des Deux Nations (Pologne/Lituanie)
Pendant la période de l'Empire russe (1795-1915), Lida est un centre de district du gouvernement de Wilna.
Durant l'entre-deux-guerres, Lida se trouvait en Pologne.
Pendant la Seconde Guerre mondiale, la Wehrmacht entra dans la ville le 30 juin 1941 après de violents bombardements qui firent quelque 2 000 victimes. Avant la guerre, environ 9 000 Juifs vivaient à Lida. Un ghetto y fut créé et les Juifs aptes au travail répartis entre plusieurs camps de travail. Le 8 mai 1942, après une sélection, 5 670 Juifs furent emmenés dans un terrain militaire des environs et exécutés par groupes. Les Juifs des environs furent ensuite regroupés dans le ghetto à Lida. Le 8 juillet 1942, les 120 membres du personnel de l'hôpital psychiatrique furent assassinés. Des groupes de partisans juifs se formèrent alors dans les forêts environnantes. Le 19 septembre 1943, tous les Juifs survivants du ghetto furent rassemblés et envoyés au camp de concentration de Majdanek, où ils furent exterminés. Au total, environ 500 Juifs réussirent à s'échapper du ghetto de Lida, la plupart rejoignant des groupes de partisans.

## Population

### Démographie
Recensements (*) ou estimations de la population 
| 1851  | 1861  | 1897* | 1921*  | 1939   | 1959*  |
| ----- | ----- | ----- | ------ | ------ | ------ |
| 4 845 | 4 087 | 8 626 | 13 401 | 19 300 | 28 541 |

| 1970*  | 1979*  | 1989*  | 1999*   | 2009*  | 2012   |
| ------ | ------ | ------ | ------- | ------ | ------ |
| 47 578 | 65 500 | 91 007 | 100 714 | 97 629 | 98 744 |

| 2013   | 2014   | 2015   | 2016    | 2017    | - |
| ------ | ------ | ------ | ------- | ------- | - |
| 99 430 | 99 928 | 99 976 | 100 443 | 101 165 | - |

### Nationalités
Selon les résultats du recensement de 2002, les principales nationalités constituant la population de Lida étaient les suivantes :
- 41,2 % de Biélorusses ;
- 40,3 % de Polonais ;
- 15,0 % de Russes ;
- 2,6 % d'Ukrainiens.

## Religion
Vingt-deux communautés religieuses sont présentes à Lida. La ville compte six confessions et sept lieux de culte : quatre églises catholiques, deux églises orthodoxes et deux lieux de prière pour les protestants.

## Économie

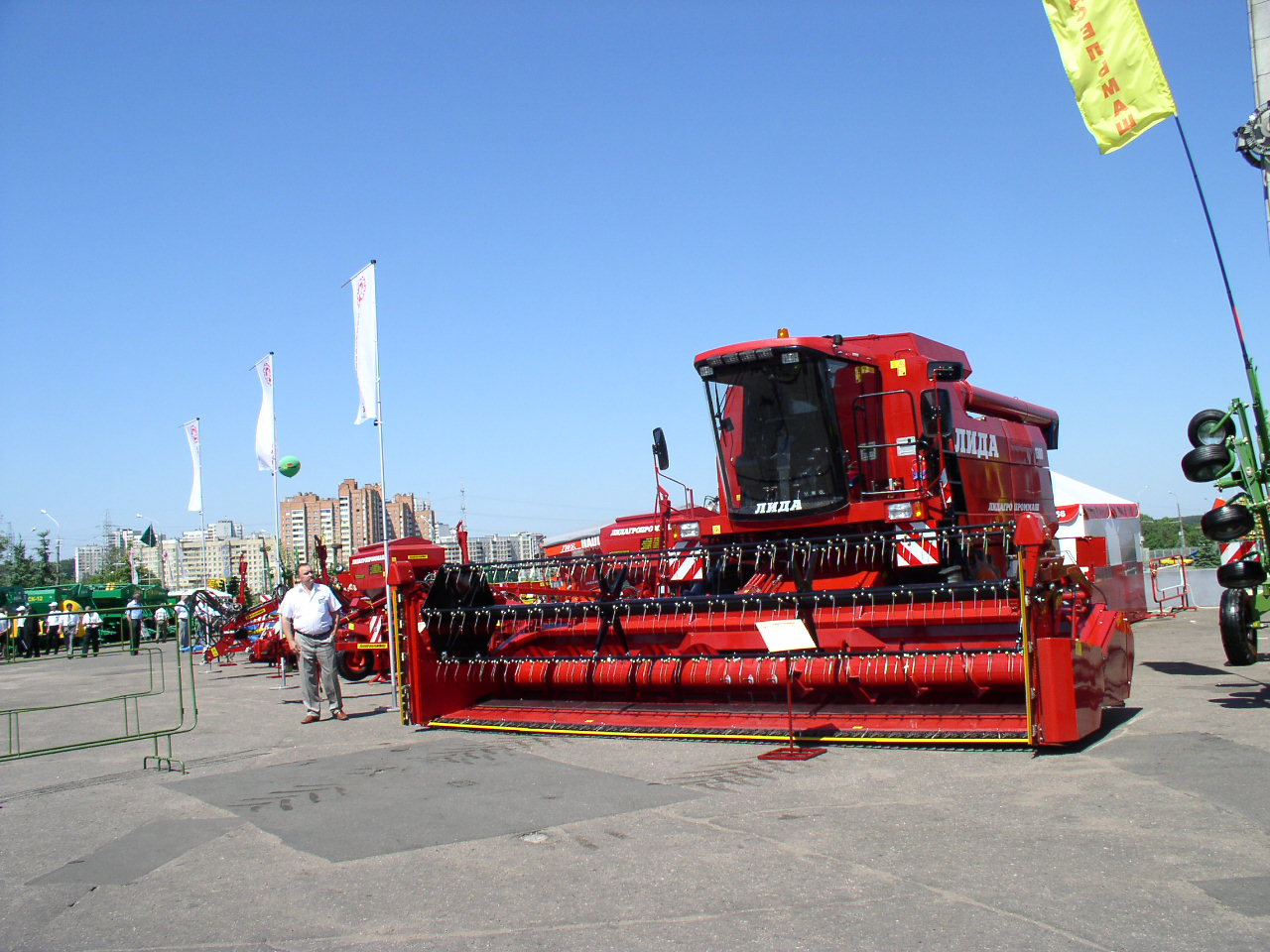
Moissonneuse-batteuse Lida-1300.

Lida est une ville industrielle, qui compte plusieurs entreprises spécialisées dans la fabrication de machines agricoles et dans l'industrie agroalimentaire, notamment :
- Lidselmach (en biélorusse : Лідсельмаш) : entreprise fondée en 1901 comme fonderie pour équipements agricole ; en 1994, elle est devenue une société par actions contrôlée à 71,7 % par l'État. Elle fabrique des équipements pour l'agriculture (sécheuses de grains en particulier, mais aussi arracheuses de pommes de terre, semoirs, etc.)[5]
- Lidahraprammach (en biélorusse : Лідаграпраммаш) : fabrique des moissonneuses-batteuses (Lida-1300), des semoirs et des épandeurs d'engrais[6].
- Lidzkaïe Piva (en biélorusse : Лідзкае піва, littéralement : « bière de Lida ») : brasserie fondée en 1876[7]
- Zavod Lida Optik : fondée en 1970, fabrique du verre optique, des lentilles, etc. En 2007, elle employait 1 100 salariés[8].
- La base aérienne de Lida.

## Personnalités
Sont nés à Lida :
- Moïse Poliatschek (1884-1950), rabbin français, père du rabbin Jean Poliatschek.
- Arkadi Migdal (1911-1991), physicien soviétique.
- Henry Bulawko (1918-2011), résistant, rescapé du camp d'Auschwitz.
- Pola Raksa (1941-), actrice polonaise.
- Aleksandr Yurevich (1979-), footballeur biélorusse.

Sont morts à Lida :
- Alaïza Pachkievitch (1876-1916), auteure et révolutionnaire biélorusse.

## Jumelage
La ville est jumelée à :
- Koszalin (Pologne)
- Grevesmühlen (Allemagne)
- Silistra (Bulgarie)
- Dimitrovgrad (Russie)
- Svetly (Russie)

## Galerie
|  |  |  |  |